# Пивцов, Василий Талгатович
Василий Талгатович Пивцов (16 августа 1975, Алма-Ата, Казахская ССР, СССР) — казахстанский альпинист, мастер спорта РК международного класса, заслуженный мастер спорта по альпинизму, неоднократный чемпион и призёр открытого первенства СНГ по альпинизму в высотно-техническом (2000), техническом (2001) и в высотном классах (2000—2002).
Покоритель всех 14 восьмитысячников планеты (2001—2011). Стал 26-м членом «Quest-14» и 11-м альпинистом, кто смог покорить все эти вершины без использования искусственного кислорода. Кавалер ордена «Курмет» (Почёта, 2007).

## Биография

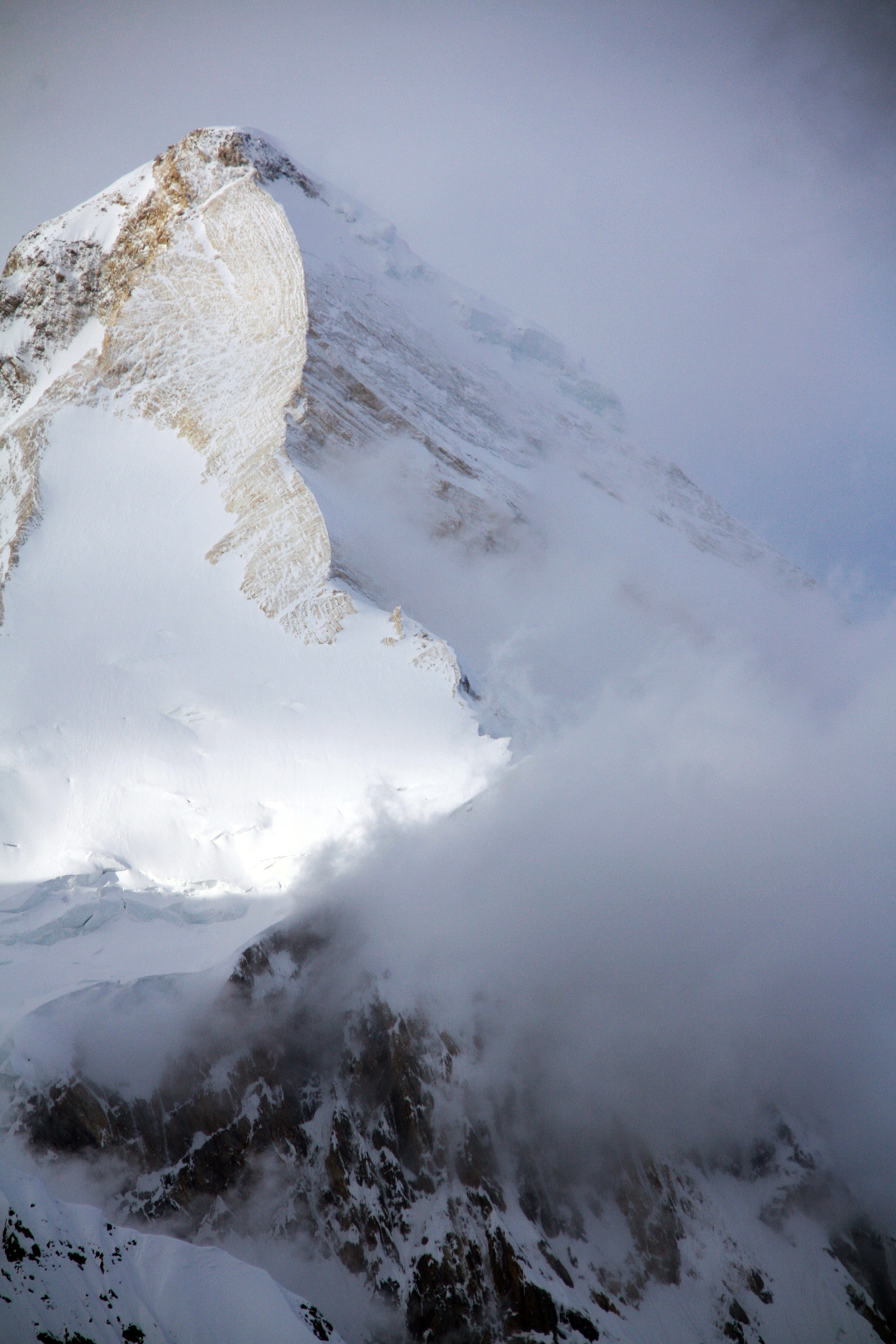
Мраморное ребро Хан-Тенгри, вид с юго-запада

Окончил биологический факультет Казахского национального университета имени Аль-Фараби (2008) по специальности «Медико-биологическое дело». С 2002 года — лаборант Института физиологии человека и животных. С 2005 года — сержант Центрального спортивного клуба армии Министерства обороны РК. С 2006 года — лаборант, с 2008 года — младший научный сотрудник Института физиологии человека и животных РК. В настоящее время — старший лейтенант спортивной роты Спортивного комитета ЦСКА Министерства обороны РК.
Женат. Супруга — Пивцова Евгения (1982). Сын — Пивцов Дамир (2010), Пивцов Михаил (2018).

## Восхождения на известные шести- семитысячники
1996, 24 августа — Хан-Тенгри (7010 м) по классическому маршруту 5Б, Тянь-Шань.
1997, 19 июля — Хан-Тенгри по классическому маршруту 5Б, Тянь-Шань.
1999, 29 июля — Хан-Тенгри по классическому маршруту с юга 5А, Тянь-Шань.
1999, 24 августа — пик Победы (7438 м) по классическому маршруту 6А, Тянь-Шань.
2000, 9 августа — Хан-Тенгри в пятёрке Дениса Урубко по центру северной стены 6Б, Тянь-Шань.
2000, 22 августа — Хан-Тенгри, с Владимиром Сувигой и Максутом Жумаевым в качестве судей забега на пик в рамках Фестиваля «Хан-Тенгри-2000» (провёл 7 часов на вершине).
2002 — пик Ленина (7142 м) на Памире в связке с М. Жумаевым.
2004 — пик Победы (7438 м) по классическому маршруту 6А, Тянь-Шань.
2008, 5 июня — Мак-Кинли (6168 м) на Аляске с Е. Ильинским и В. Ивановым.
2008 — Хан-Тенгри по классическому маршруту 5А с юга, Тянь-Шань.
2012, 20 августа — Хан-Тенгри, восхождение по центру северной стены с А. Софрыгиным и И. Габбасовым, 6Б.
Для получения титула «Снежный барс» осталось покорить пик Коммунизма (7495 м) и пик Корженевской (7105 м) на Памире.
2013, май — Эльбрус (5642 м), с Максутом Жумаевым.
В рамках проекта «Клуб 7 вершин» совершил восхождения на три вершины: Эверест (8848 м, Азия), Мак-Кинли (6168 м, Северная Америка) и Эльбрус (5642 м, Европа).

## Хронология восхождений на восьмитысячники

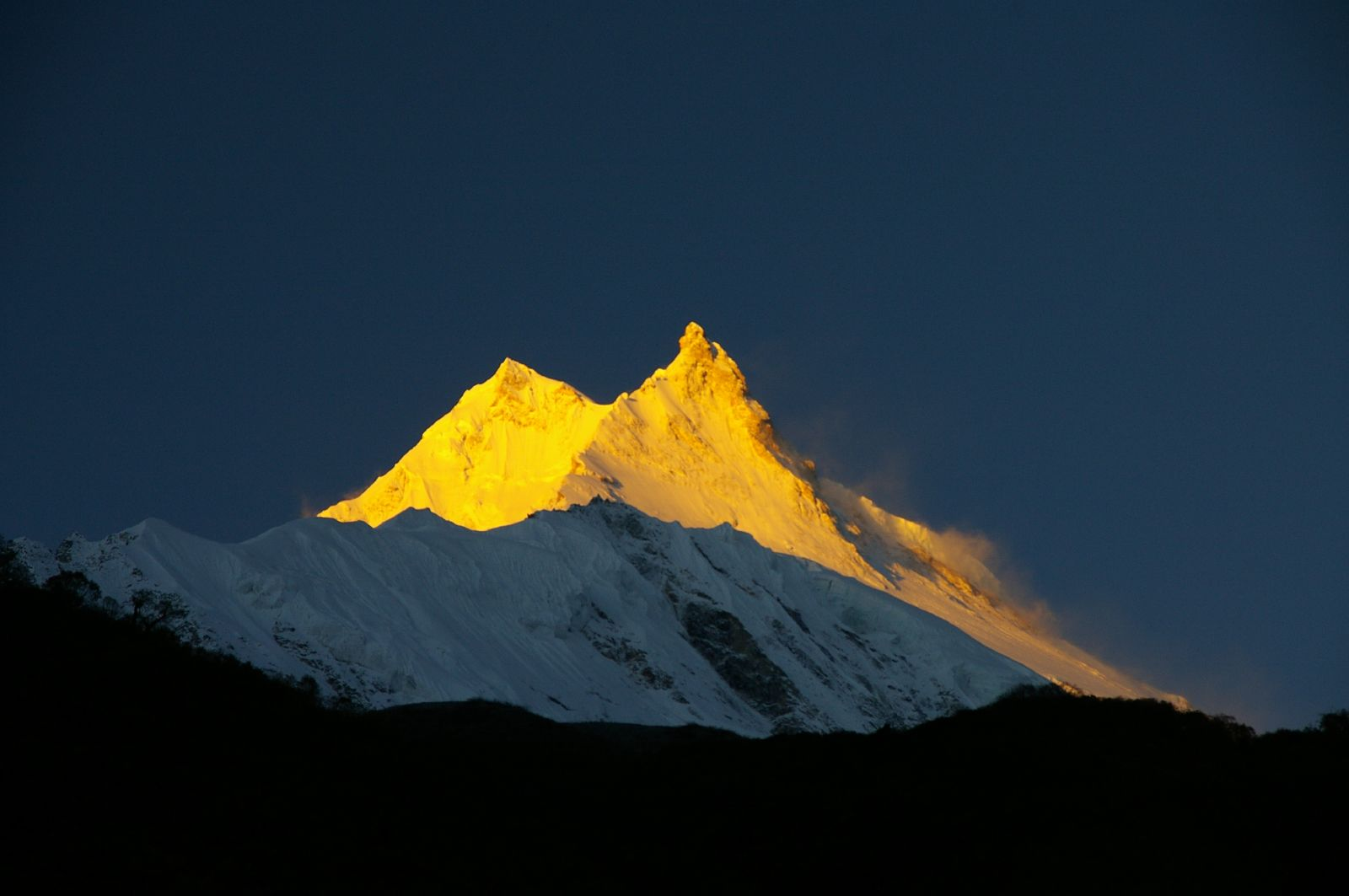
Манаслу в Гималаях, единственный восьмитысячник, на который Пивцов и Жумаев взошли отдельно друг от друга

Бескислородные восхождения по программе «Сборная Казахстана на всех восьмитысячниках мира», все в связке с Максутом Жумаевым, рук. Ерванд Ильинский:
2001, 13 августа — Гашербрум I (Хидден-пик) (8068 м) по классическому маршруту через японский кулуар.
2001, 20 августа — Гашербрум II (8035 м) по классике с юго-запада.
2002, 13 мая — Канченджанга Главная (8586 м) по классике с юго-западному гребню.
2002, 25 октября — траверс Шишабангма Центральная (8008 м) — Шишабангма Главная (8027 м), классика с севера, с китайской стороны.
2003, 17 июня — Нанга-Парбат (8126 м), по Диамирской стене (маршрут Кинсхофера).
2003, 16 июля — Броуд-пик (8048 м), по западному ребру.
2004, 22 мая — Макалу (8485 м), по Западному ребру (маршрут Параго).
2005, 3 мая — Чо-Ойю (8201 м), по северо-западному гребню, двойка Жумаев — Пивцов в составе международной экспедиции.
2006, 2 мая — Дхаулагири (8167 м), классика по северо-восточному гребню, двойка Жумаев — Пивцов в альпийском стиле.
2006, 19 мая — Аннапурна Главная (8091 м), классика с севера по французскому маршруту, двойка Жумаев — Пивцов в альпийском стиле.
2007, 30 апреля — Эверест (8848 м), классика через Северное седло, двойка Жумаев — Пивцов в кооперации с московским «Клубом 7 Вершин — Альпиндустрия».
2008, 2 октября — Манаслу (8163 м) по классическому маршруту в паре с болгарином Петром Унжиевым.
2009, май — неудачная попытка на Лхоцзе Главную в проекте «Траверс Лхоцзе — Эверест», погиб Сергей Самойлов.
2010, 16 мая — Лхоцзе Главная, заключительное восхождение сборной Казахстана в программе «Все 14 восьмитысячников мира» в составе Пивцов, Жумаев и Владислав Чехлов.
2011, 23 августа — К2 (Чогори, 8611 м) по японскому маршруту с севера вместе с Максутом Жумаевым, Герлиндой Кальтенбруннер (Австрия), поляком Дариушем Залуским.
Всего совершил 15 бескислородных восхождений на восьмитысячники, включая две вершины Шишабангма (Центральная и Главная).

## Восхождения на К2

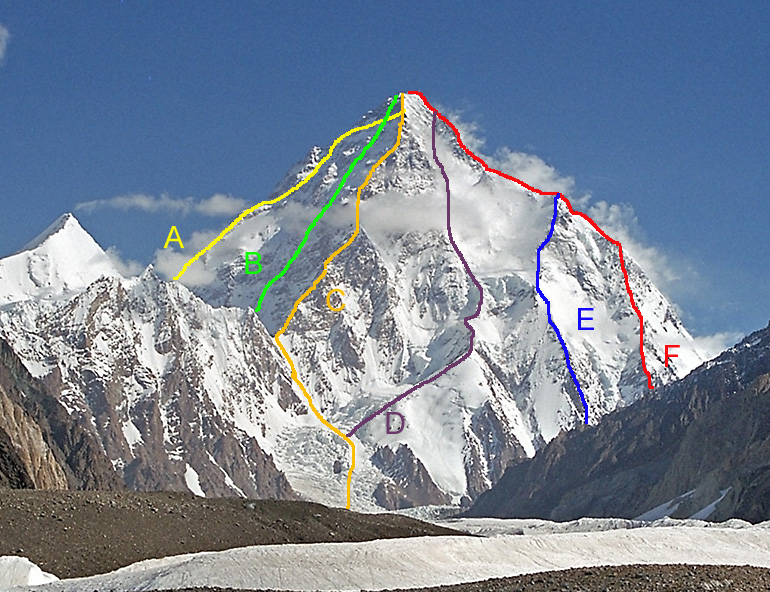
Восьмитысячник К2, Е — маршрут Чесена, F — маршрут Абруцци

Василий Пивцов совершил шесть неудачных попыток штурма пика К2 (Чогори, 8611 м) в пакистанском Каракоруме — последней вершины в его личной программе «Все 14 восьмитысячников мира», первая — в связке с Денисом Урубко, остальные пять — с Максутом Жумаевым:
2003, январь/февраль, попытка зимнего восхождения с севера с польской экспедицией Кшиштофа Велицкого, в паре с Денисом Урубко
2003, август — попытка восхождения в составе казахстанской экспедиции по классическому маршруту — по ребру Абруцкого.
2005, август — повторная попытка по классике, по ребру Абруцкого.
2007, август/сентябрь — попытка первопрохода по северному ребру.
2009 — июль/август, попытка по классике, по ребру Абруцкого, связка Жумаев — Пивцов и россиянин Сергей Богомолов сошли за 100 м до вершины.
2010 — июль/август, попытка по классике по маршруту Чесена
23 августа 2011 года Василий Пивцов и Максут Жумаев, а также Герлинде Кальтенбруннер (Австрия), у которой это тоже была седьмая попытка на К2, и поляк альпинист-киношник Дариуш Залуски в составе международной экспедиции K2 North Pillar Expedition 2011 покорили пик с севера. Первые трое восходителей вошли в «Клуб покорителей всех 14 восьмитысячников мира», расширив список его членов до 27.

## Зимние восхождения
2000 — зимнее восхождение на пик Свободная Корея (4740 м) по центру северной стены, категория 6А.
2001 — зимнее восхождение на пик Корона (4860 м), 5 башня, 6А, Киргизский Ала-Тоо
2002 — зимнее восхождение на пик Корона, 6 башня, 5Б, Киргизский Ала-Тоо
2003, январь/февраль — попытка зимнего восхождения на К2 (8611 м, Чогори, Каракорум) с севера с польской экспедицией Кшиштофа Велицкого, в паре с Денисом Урубко. Из-за провальной организации экспедиции попытка закончилась неудачно
2011, январь — Хан-Тенгри (7010 м, Тянь-Шань), удачное зимнее восхождение в честь зимней Азиады-2011 с А. Софрыгиным и И. Габбасовым.
2015, февраль/март — попытка зимнего восхождения на пик Победы (7439 м, Тянь-Шань) по маршруту Абалакова (Пивцов и Браун вернулись с высоты 6400 м). Состав экспедиции: Ильинский Е. Т. — руководитель, Василий Пивцов, Дмитрий Муравьев, Александр Софрыгин, Ильдар Габбасов, Вячеслав Орлов, Турсун Аубакиров, Дмитрий Бажанов, Денис Ефременко, Виталий Жданов (все — Казахстан), Сергей Селиверстов (Кыргызстан), Артем Браун (Россия).
2016, февраль — Мраморная стена (6261 м, Тянь-Шань), руководитель казахстанской экспедиции из 7 человек — зимний первопроход по летнему маршруту группы Шипилова (контрфорс северной стены, 1953).
2017, февраль — пик Ленина (7134 м, Памир), зимнее восхождение по маршруту Аркина.
2019, январь/март— зимняя казахско-киргизско-русская экспедиция на К2 (Чогори). Помимо организатора Артема Брауна и лидера группы Василия Пивцова, в состав команды вошли Турсунали Аубакиров и Дмитрий Муравьев (оба — Казахстан), Михаил Даничкин (Кыргызстан), Роман Абилдаев и Константин Шепелин (оба — Россия). Из-за плохих погодных условий попытка оказалась неудачной и 8 марта начали спуск с лагеря С3 (7400 м).